# Oldehove (gebouw)
De Oldehove (Fries: Aldehou, [’ɔ:dəhɔ.ṷ]) is een vrijstaande kerktoren in Leeuwarden in de Nederlandse provincie Friesland. De toren staat in de binnenstad in de buurt Oldehove. Naast de toren stond vroeger de Sint-Vituskathedraal. De kerktoren is een rijksmonument. Aan de noordzijde staat Tresoar en Historisch Centrum Leeuwarden (het archief van de gemeente Leeuwarden).

## Geschiedenis
Rond 1000 stond er op de plaats van de Oldehove een kerkje, deze kerk werd rond 1100 vergroot. In de 13e eeuw zou dit kerkje vervangen worden door een grotere kerk die opgetrokken was uit kloostermoppen, maar enkel een fundering kon er aangelegd worden.
Na 1435 werd er een driebeukige Sint-Vituskerk gebouwd.
Op 28 mei 1529 werd de opdracht gegeven om een brede toren te bouwen om het mogelijk te maken een hoge toren te bouwen. Toen de toren nog maar tien meter hoog was begon deze reeds te verzakken.
In september 1576 stortte de kerk als gevolg van een storm in. In 1595 werd het kerkgebouw afgebroken en resteerde alleen nog de vrijstaande torenromp. Het kerkgebouw is volledig gesloopt in 1706.

Uitsnede van Oldehove uit de oudste kaart van Leeuwarden door Jacob Heeres
Uitsnede van omgeving Oldehove aan het begin van de 17e eeuw
1723
Fictieve schets van Sint-Vituskerk in de 18e eeuw
Fictieve schets van de vervallen kerk met de toren
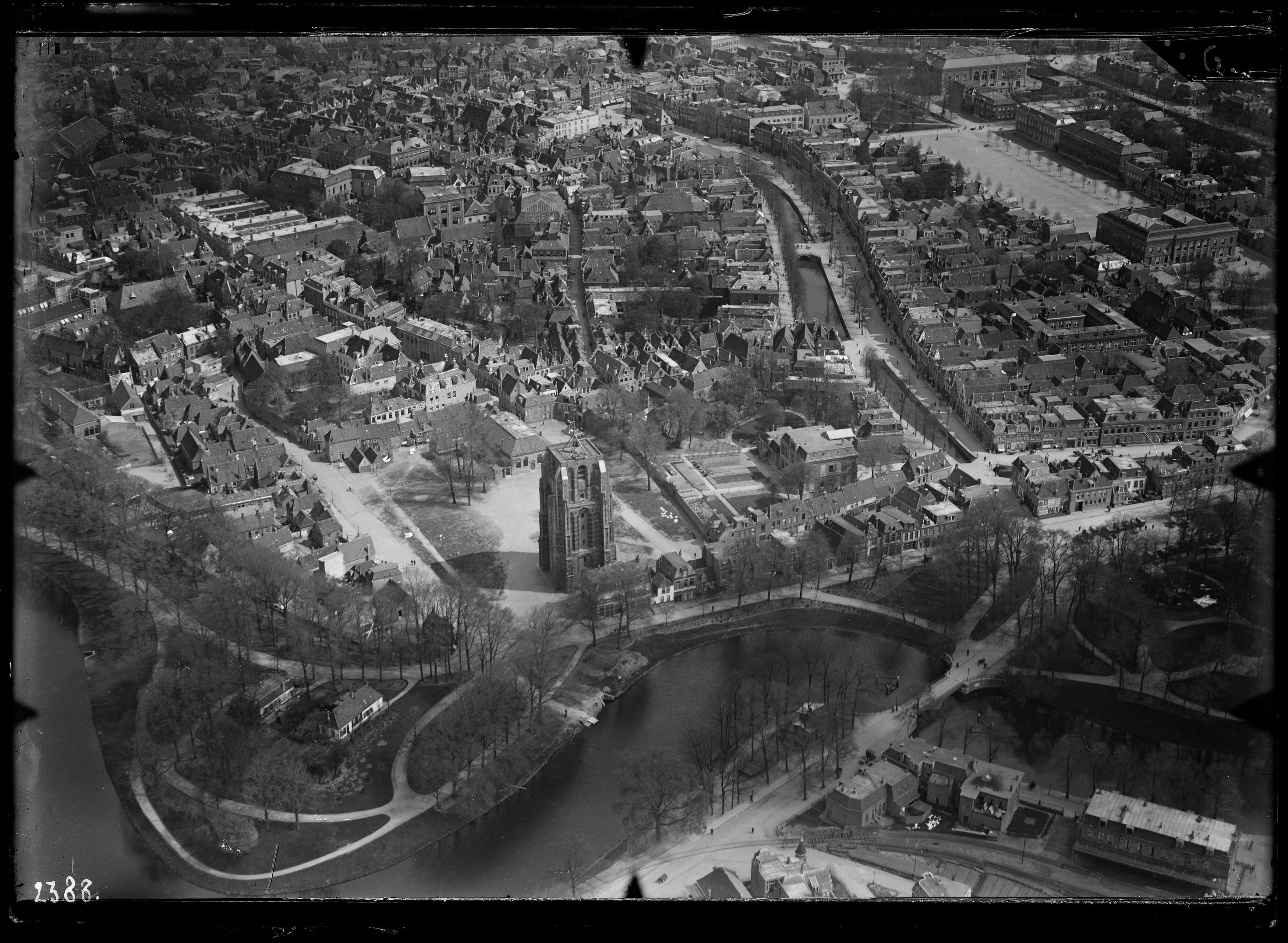
Oldehove aan een Oldehoofsterkerkhof zonder parkeergelegenheid (luchtfoto tussen 1920 en 1940)
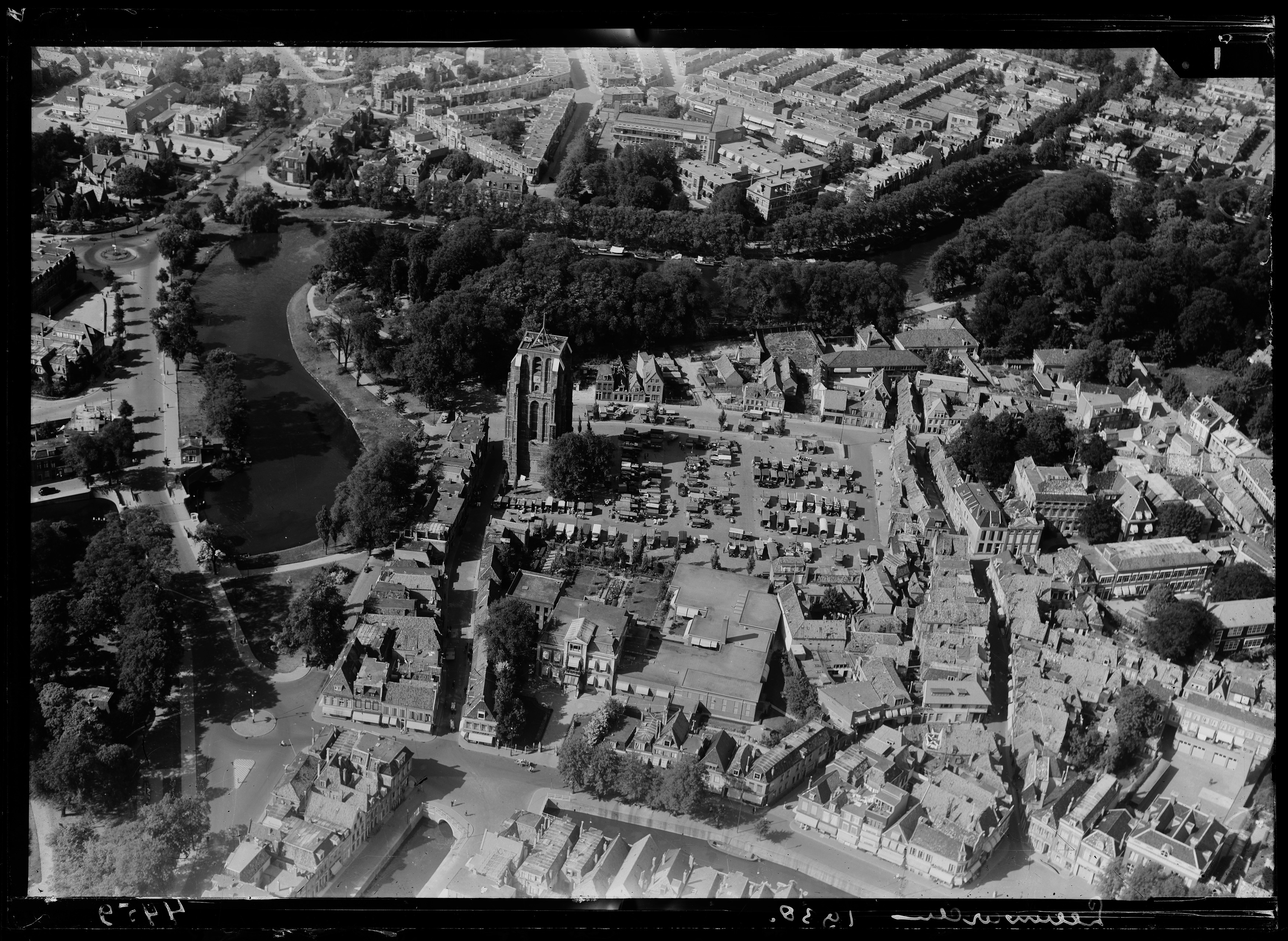
Oldehove aan de Oldehoofsterkerkhof met daarop parkeervakken (luchtfoto tussen 1920 en 1940)

## Luidklokken

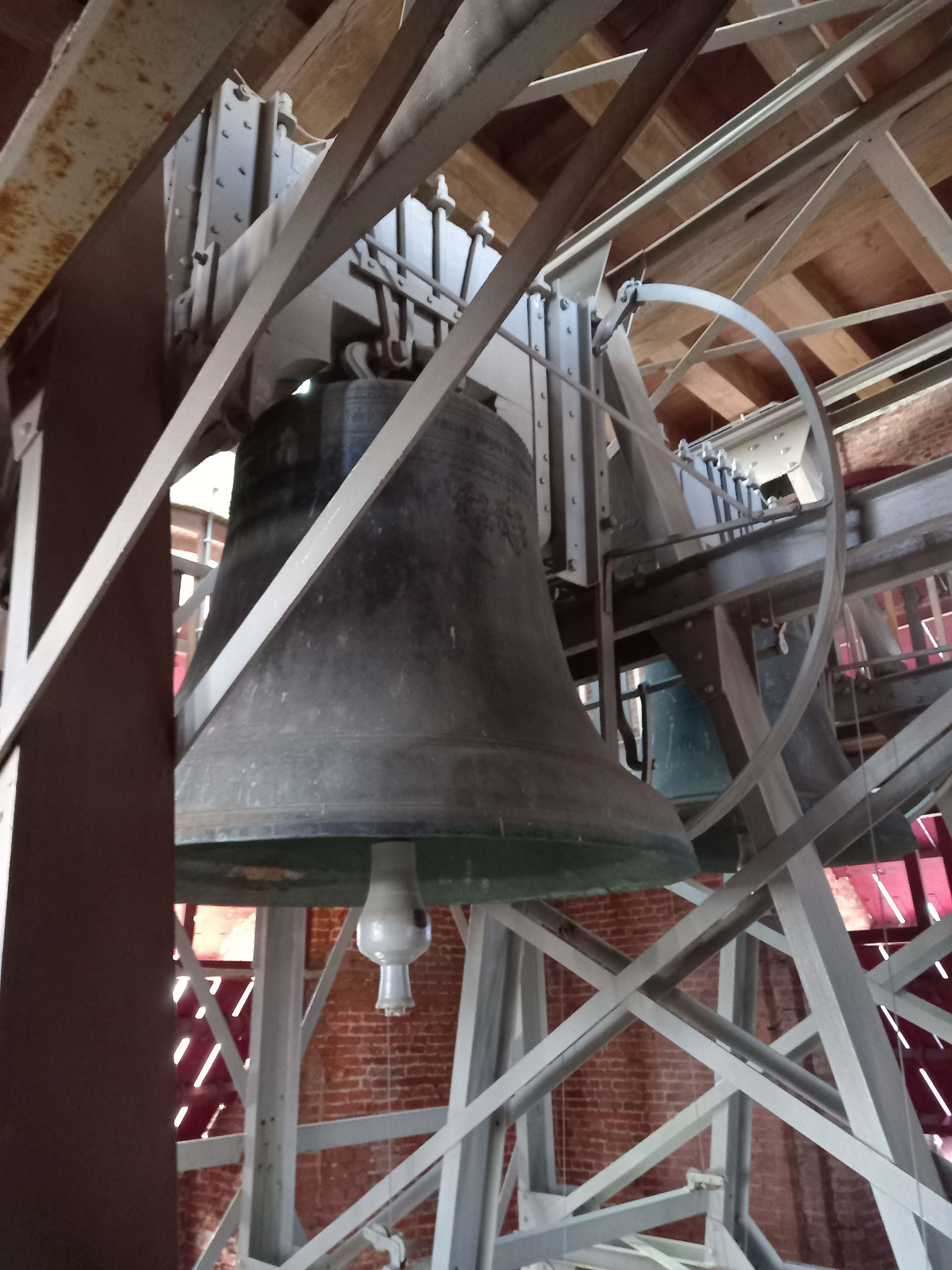
De twee luidklokken boven in de toren (2023)

In de toren hangen twee luidklokken. Deze, in gebruik zijnde (gekrukte) luidklokken hangen boven in de toren. Eén klok (zonder klepel) hangt niet-luidbaar in het torenportaal. De luidklokken in de toren zijn in 1633 en 1636 respectievelijk vervaardigd door de klokkengieters Hans Falck (de grote klok) en Jacob Noteman. De disposities zijn Gis-0 en Cis-1. De grootste klok is met 5670 kg de zwaarste klok van de provincie Friesland. De kleine klok weegt ongeveer 2000 kg.
De klok in het torenportaal is in 1541 vervaardigd door Cornelis Waghevens met de dispositie Ais-0. Oorspronkelijk hing deze klok, die ca. 3000 kg weegt, in de in 1884 afgebroken Nieuwe Toren. Sinds 1915 hangt ze in de Oldehove.

## Uurwerk
Op de eerste verdieping vindt men een torenuurwerk. Gemaakt in 1911 te Amsterdam. Het bijzondere aan dit uurwerk is dat het nog wekelijks wordt opgewonden. In de meeste kerktorens gaat dit elektrisch. Door middel van een hamer, die wordt aangedreven door het uurwerk, wordt er ieder halfuur op de klokken geslagen.

## Trivia
- De Oldehove hangt 4,2 graden uit het lood, maar is niet de scheefst staande toren in de gemeente Leeuwarden. Dat is de eveneens kerkloze kerktoren van de buurtschap Miedum. Met 4,72 graden uit het lood is dat zelfs de scheefste toren van Nederland [6].